# West Side Story (1961)
West Side Story is een Amerikaanse film uit 1961 van Jerome Robbins en Robert Wise met in de hoofdrollen Natalie Wood, Richard Beymer, Russ Tamblyn, Rita Moreno en George Chakiris.
Het scenario van de film is gebaseerd op de gelijknamige musical van Arthur Laurents, Stephen Sondheim en Leonard Bernstein. Het libretto van de musical is losjes gebaseerd op het toneelstuk The Tragedy of Romeo and Juliet uit 1595/96 van William Shakespeare.
De film was een gigantisch succes en bracht in de VS 43,7 miljoen dollar op. West Side Story werd onderscheiden met tien Oscars, waaronder die van Beste Film. In 1997 werd de film vanwege haar historische, culturele en esthetische belang opgenomen voor conservering in het National Film Registry van de Amerikaanse Library of Congress.

## Verhaal
Manhattan, zomer 1957. Twee straatbendes strijden om de macht in de straten. Aan de ene kant staan de Jets van Riff  en aan de andere de Sharks van Bernardo. De Jets bestaan uit blanke migrantenkinderen en the Sharks zijn van Puerto Ricaanse afkomst. Regelmatig zijn er gevechten. Politie-inspecteur Schrank en wijkagent Krupke hebben hun handen vol om de orde te herstellen. De Jets willen de Sharks eens en voor altijd uitschakelen in een groot gevecht en besluiten ze uit te dagen op neutraal terrein, een dansfeest in de gymzaal. Riff vraagt zijn vriend Tony om de uitdaging over te brengen. Tony, die uit de bende is getreden, heeft hier aanvankelijk geen zin in, maar laat zich toch overhalen, omdat hij het gevoel heeft dat er iets groots gaat gebeuren in zijn leven. 
Op de dansavond is ook Bernardo aanwezig met zijn jongere zuster Maria en zijn vriendinnetje Anita. De Jets en de Sharks zijn ook present, al blijven de bendes strikt gescheiden. Maar als Tony en Maria elkaar zien, slaat de vonk over. Ze dansen, worden verliefd en kussen elkaar. De woedende Bernardo stuurt Maria hierop naar huis. De Sharks en de Jets spreken af voor een krijgsraad in de winkel van Doc als het dansfeest is afgelopen. Als de bendes naar de winkel toegaan, loopt Tony naar het huis van Maria en verklaart haar zijn liefde. Helemaal verliefd gaat Tony terug en ziet de Jets en Sharks klaar in discussie over het aankomende gevecht. In een poging het geweld in te dammen, stelt hij voor dat twee kampioenen van de bendes elkaar een op een bevechten met blote vuisten. Ice zal voor de Jets vechten en Bernardo voor de Sharks. Inspecteur Schrank komt echter langs en stuurt de Sharks naar huis. Hij probeert erachter te komen waar het gevecht plaats zal vinden, maar de jongens zwijgen. 
De volgende dag ontmoet Tony zijn geliefde Maria bij haar werk. Bernardo's vriendinnetje Anita is geschokt als ze de twee ziet en bang voor de reactie van Bernardo. Ze gaat weg, al weet ze nog niet of ze haar vriendin moet verraden. Als Maria van Tony hoort van het vuistgevecht vraagt ze hem om het geweld te verhinderen, ook al worden er geen wapens gebruikt. Tony zwicht en zegt toe zijn best te zullen doen. Als later op de avond Ice en Bernardo zich opmaken voor het gevecht, komt Tony tussenbeide. Bernardo is woedend en bespot en vernedert Tony. Dit zet kwaad bloed op bij Riff die uithaalt naar Bernardo. Beide bendeleiders trekken een mes en bevechten elkaar. Als Tony probeert in te grijpen, wordt Riff neergestoken door Bernardo. Buiten zinnen van woede en verdriet grijpt Tony het mes en doodt hij Bernardo. Net als de bendes op elkaar aanvliegen, komen er politiewagens aanrijden en de meeste bendeleden vluchten. Ook Tony vlucht. Hij wil aan Maria uitleggen wat er is gebeurd. Hoewel Maria aanvankelijk woedend is, krijgt haar liefde voor Tony toch de overhand en ze vergeeft hem.
Ondertussen zitten de Sharks achter Tony aan en willen de Jets hem redden. Tony, die ondergedoken zit bij Maria, verlaat haar kamer om een andere schuilplaats te zoeken. Hij wordt echter gezien door Anita. Maria weet Anita over te halen om haar en Tony te helpen vluchten. De volgende morgen gaat Anita naar de winkel van Doc om een boodschap van Maria aan Tony door te geven. Ze wordt echter bijna verkracht door de Jets en om zich te wreken zegt ze dat Maria dood is geschoten door Chino vanwege haar liefde voor Tony. Doc geeft het bericht door aan Tony. Verbijsterd door de schok rent Tony de straat op. Hij wil nu ook gedood worden door de Sharks omdat hij zonder Maria niet kan leven. Als hij buiten echter Maria levend en wel ziet lopen, is hij buiten zichzelf van vreugde. Hij rent naar haar toe, maar wordt doodgeschoten door een van de Sharks. Maria zakt bij het dode lichaam van Tony in elkaar en grijpt het wapen waarmee Tony is doodgeschoten. Ze leest de bendes de les en de jongens - diep onder de indruk - gaan rustig weg. Ze zijn te ver gegaan en besluiten dat er geen geweld meer zal zijn.

## Rolverdeling
| Acteur                   | Personage          | Opmerking                                                          |
| ------------------------ | ------------------ | ------------------------------------------------------------------ |
| Natalie Wood             | Maria              | Zus van Bernardo                                                   |
| Richard Beymer           | Tony               | Een van de oprichters van de Jets                                  |
| Russ Tamblyn             | Riff               | Een van de oprichters van de Jets en hun leider                    |
| Rita Moreno              | Anita              | Vriendin van María                                                 |
| George Chakiris          | Bernardo           | Leider van de Sharks                                               |
| Simon Oakland            | Inspecteur Schrank | Politie                                                            |
| William Bramley          | Agent Krupke       | Politie                                                            |
| Ned Glass                | Doc                | Oude man, houder van een kroeg en winkeltje, en werkgever van Tony |
| John Astin               | Glad Hand          | Dansleider                                                         |
| Penny Santon             | Madam Lucia        | Heeft een winkel in bruidskleding                                  |
| Tucker Smith             | Ice                | Jet, neemt na de dood van Riff de leiding van de Jets over         |
| Tony Mordente            | Action             | Jets                                                               |
| Eliot Feld               | Baby John          | Jets                                                               |
| David Winters            | A-Rab              | Jets                                                               |
| Bert Michaels            | Snowboy            | Jets                                                               |
| David Bean               | Tiger              | Jets                                                               |
| Robert Banas             | Joyboy             | Jets                                                               |
| Anthony 'Scooter' Teague | Big Deal           | Jets                                                               |
| Harvey Hohnecker         | Mouthpiece         | Jets                                                               |
| Tommy Abbott             | Gee-Tar            | Jets                                                               |
| Susan Oakes              | Anybodys           | Meisje dat met de Jets wil meedoen                                 |
| Gina Trikonis            | Graziella          | Meisjes van de Jets                                                |
| Carole D' Andrea         | Velma              | Meisjes van de Jets                                                |
| Rita Hyde d' Amico       | Clarice            | Meisjes van de Jets                                                |
| Pat Tribble              | Minnie             | Meisjes van de Jets                                                |
| Jose DeVega              | Chino              | Shark, verloofde van María                                         |
| Jay Norman               | Pepe               | Sharks                                                             |
| Gus Trikonis             | Indio              | Sharks                                                             |
| Eddie Verso              | Juano              | Sharks                                                             |
| Jamie Rogers             | Loco               | Sharks                                                             |
| Larry Roquemore          | Rocco              | Sharks                                                             |
| Robert E. Thompson       | Luis               | Sharks                                                             |
| Nick Covacevich          | Toro               | Sharks                                                             |
| Rudy Del Campo           | Del Campo          | Sharks                                                             |
| Andre Tayir              | Chile              | Sharks                                                             |
| Yvonne Othon             | Consuela           | Meisjes van de Sharks                                              |
| Suzie Kaye               | Rosalia            | Meisjes van de Sharks                                              |
| Joanne Miya              | Francisca          | Meisjes van de Sharks                                              |
| Maria Henley             | Teresita           | Meisjes van de Sharks                                              |

## Voorgeschiedenis

### East Side
Het was Jerome Robbins die in 1949 met componist Leonard Bernstein het idee besprak om een musical te produceren gebaseerd op de tragedie van Shakespeare, Romeo en Julia. De bedoeling was om het verhaal te transponeren van Verona, 1595 naar New York, 1950 en zou moeten gaan over een Joods meisje dat verliefd wordt op een katholieke jongen. De achtergrond zou worden gevormd door de paasviering. De titel was er ook al, East Side Story. De oostelijke kant van het eiland Manhattan in New York wordt East Side genoemd en in het zuidoosten daarvan ligt de Lower East Side, waar een aanzienlijke Joodse gemeenschap woonde. Later besloot men het verhaal te veranderen en veranderde het Joodse meisje in een meisje van Puerto Ricaanse afkomst. De reden hiervoor was de komst van duizenden Puerto Ricanen tussen 1945 en 1950 in Manhattan. Veel Puerto Ricanen vestigden zich in Spanish Harlem aan de West Side van Manhattan. Hierdoor veranderde ook de titel van East Side Story in West Side Story.

### West Side
Het idee van de musical kreeg verder gestalte toen schrijver Arthur Laurents in augustus 1955 bij het project werd betrokken. Laurents kwam met het idee van twee rivaliserende jeugdbendes. Hij werd hierbij geïnspireerd door een aantal films. In 1953 had Marlon Brando al een jonge bendeleider gespeeld van een motorbende in The Wild One en in 1955 werd het gegeven van de gewelddadige jongerencultuur gestalte gegeven in The Blackboard Jungle en Rebel Without a Cause. In november 1955 werd Stephen Sondheim gevraagd om teksten te leveren voor de musical. 
In 1957 was West Side Story gereed en begonnen de repetities. Op 26 september van dat jaar was de première in het Winter Garden Theater op Broadway, New York. De musical was een groot succes en haalde 732 voorstellingen. De producent-regisseur Robert Wise verkocht de filmrechten voor 375.000 dollar. Zijn eigen B&P productions zou de film produceren in een joint venture met The Mirisch Company en Seven Arts Productions. United Artists werd aangezocht voor de distributie van de film. Besloten werd dat Jerome Robbins samen met Robert Wise de film zou regisseren.

## Scenario

### Ernest Lehman
Ernest Lehman werd aangetrokken om een filmscenario te schrijven gebaseerd op het libretto van de musical. Lehman had het scenario geschreven voor de komedie Sabrina met Audrey Hepburn en had al eerder een Broadwaymusical getransformeerd naar het witte doek (The King and I (1956). Hij kreeg veel waardering voor zijn scenario voor de Alfred Hitchcockfilm North by Northwest (1959). Lehmans specialiteit was het omzetten van toneelscènes naar buitenlocaties. Voor  North by Northwest bezocht hij alle locaties die de hoofdpersoon in de film tegenkomt en maakte hij dezelfde reis dwars door de VS.

### Veranderingen
Aan het libretto van West Side Story wijzigde Lehman weinig, al voegde hij personages toe, terwijl andere verdwenen. In de openingsscène van de Broadwaymusical bijvoorbeeld wordt A-Rab van de Jets in elkaar geslagen door de Sharks. In de film wordt Baby John geslagen omdat hij de graffiti van de Sharks veranderd heeft. Speciaal voor de film creëerde Lehman het personage Ice als een van de Jets. Ice neemt een aantal handelingen die individuele Jets in de toneelversie uitvoeren, over. Hiermee bereikte Lehman dat de kijker minder verward raakt door optredens van de verschillende bendeleden. Ondanks deze ingreep telde de film twaalf leden van de Jets en elf Sharks, terwijl op Broadway er elf Jets op het toneel stonden tegenover tien Sharks. Bij de Jets was Joyboy door Lehman toegevoegd en bij de Sharks Chile. Ook veranderde Lehman een aantal namen van Sharksleden, Anxious, Nibbles en Moose werden respectievelijk Rocco, Del Campo en Loco. Lehman vond deze namen meer Spaans klinken. Een andere belangrijke verandering was het veranderen van de volgorde van sommige dansnummers en liedjes.

## Acteurs
Robert Wise werd belast met de audities. Hij wilde voor de film het liefst jonge acteurs omdat op film het publiek de acteurs veel dichterbij ziet dan bij een opvoering op toneel. Om die reden vielen veel acteurs uit de Broadwayproductie af. Larry Kert bijvoorbeeld die Tony speelde op Broadway was al dertig en Carol Lawrence (Maria) negenentwintig. Daarom begon Wise aan een zoektocht naar de perfecte Tony en Maria.

### Tony
Wise benaderde zanger/acteur Elvis Presley voor de rol van Tony. Presley zelf wilde de rol graag spelen, maar werd tegengehouden door zijn manager, kolonel Parker. Naar men zegt was de reden dat Parker zijn pupil niet geassocieerd wilde zien met jeugdbendes en criminaliteit. Maar Presley had in Jailhouse Rock en King Creole al meer gewelddadige rollen gespeeld, dus dat lijkt bezijden de waarheid. Vermoedelijk wilde Parker Elvis liever zien spelen in door hem beheerste Hollywoodvehikels die Presley later zijn vakantiefoto's  zou noemen. Ook kan een rol gespeeld hebben dat Presley een korte verhouding had met Natalie Wood in 1958. Elvis Presley heeft later aangegeven dat hij het betreurde dat hij de rol niet had aangenomen, zeker nadat de films tien Oscars had gekregen. Nadat Presley van het toneel was verdwenen deed vrijwel elke jonge Hollywoodacteur auditie: Warren Beatty, Tab Hunter, Anthony Perkins, Russ Tamblyn, Burt Reynolds, Troy Donahue, Bobby Darin, Richard Chamberlain, Dennis Hopper en Gary Lockwood. Zanger Bobby Darin was aanvankelijk vrij zeker van de rol, er werden al onderhandelingen gevoerd over zijn salaris met zijn management. Maar Darin haakte af toen alles langer ging duren dan verwacht en hij in de problemen kwam met opnameverplichtingen en al geplande concerten. Leeftijd bleef een rol spelen, Tab Hunter (30), Burt Reynolds (26) en Richard Chamberlain (26) werden afgewezen omdat ze te oud waren of leken. Uiteindelijk bleven Warren Beatty, Anthony Perkins, Russ Tamblyn, Troy Donahue en Richard Beymer over voor de 'short list'. Robert Wise was van plan om Warren Beatty te kiezen, maar uiteindelijk ging de voormalige kindacteur Richard Beymer met de rol aan de haal. Dit had te maken met de keuze van de studio die liever onbekende acteurs wilde hebben in plaats van sterren.

### Maria
Tijdens het zoeken naar de rol van Tony deed Warren Beatty auditie. Zijn toenmalige vriendin, Natalie Wood, vergezelde hem en tijdens de auditie las zij de rol van Maria. Wise werd onmiddellijk 'verliefd' op Wood, volgens hem was zij de ideale Maria, en die mening werd gedeeld door Ernest Lehman. Maar de studio wilde nu onbekende acteurs. Warren Beatty werd niet gekozen en ook Natalie Wood kwam niet in aanmerking.
Robert Wise liet audities houden en was onder de indruk van Ina Balin, maar haar altstem was niet geschikt voor de sopraanpartijen van Maria. Ook Jill St. John, Audrey Hepburn, Diane Baker, Valerie Harper, Elizabeth Ashley en Suzanne Pleshette deden auditie en werden afgewezen. Barbara Luna was de volgende grote kanshebber, maar inmiddels was de studio van mening veranderd en wilde men wel Natalie Wood inzetten. Wood, die een vast contract had bij Warner Brothers, had net haar eerste volwassen rol gespeeld in Splendor in the Grass (1961). Na het aanvankelijke afketsen van haar rol in West Side Story kreeg Wood het scenario van Parrish aangeboden van Jack Warner. Wood zag niets in deze film en sprong een gat in de lucht toen ze de rol van Maria alsnog kreeg aangeboden. Er was echter een groot probleem: als ze Parrish zou weigeren, zou Warner haar nooit uitlenen aan United Artists. Dus bedacht ze een plannetje en deed net alsof ze last kreeg van haar keelamandelen. Ze werd opgenomen in het ziekenhuis voor het weghalen daarvan. Nu ze niet kon spelen in Parrish, was ze vrij om de rol van Maria te gaan spelen. Maar in het ziekenhuis liep ze een infectie op, die uitliep in een longontsteking. Hoewel ze hier flink last had van, was ze net op tijd beter voor de opnamen van West Side Story.

### Overige rollen
- Nadat hij was afgevallen voor de rol van Tony bleef Russ Tamblyn de producenten bestoken met telefoontjes. Robert Wise, die onder de indruk was van de audities van de jonge acteur, gaf hem de rol van Riff, de leider van de Jets.
- George Chakiris had de rol van Riff gespeeld in Londen, maar werd gekozen als Bernardo, de leider van de Sharks.
- Tucker Smith, die de rol van Diesel van de Jets speelde in de Broadwayproductie, kreeg de rol van Ice. De rol van Diesel komt niet voor in de film, die van Ice niet in de Broadwayproductie.

## Productie

### Twee kapiteins op een schip
De beslissing om zowel Robert Wise als Jerome Robbins aan te trekken voor de regie leidde tot grote problemen tijdens de opnames. Uiteindelijk moest Jerome Robbins het veld ruimen. De reden voor de gedeelde regie was dat Robert Wise nooit eerder een musical had geregisseerd. Hij had moeite met de dans- en zangnummers en stelde voor om Jerome Robbins hiervoor te vragen. Roberts had ervaring met de choreografie van West Side Story, aangezien hij de toneelversie had geregisseerd. Ernest Lehman die het scenario voor de film had geschreven had echter veranderingen aangebracht ten opzichte van het libretto van de toneelversie. Met name de veranderingen die hij had aangebracht in de volgorde van de dansnummers en liedjes waren tegen het zere been van Robbins. Dit leidde tot frustratie, die werd verergerd door het feit dat Robbins en Wise steeds vaker ruzie kregen op de set. Nu Robbins alle dansscènes en muzikale scènes opnam en alle scènes die leidden tot deze scènes, bleef er voor Wise weinig over. Er werd een compromis bereikt waarbij Wise alle scènes zonder dans en zang regisseerde, en daarbij Robbins om advies zou vragen. Er ontstond echter steeds meer onvrede over Robbins' manier van werken. Wise, die oorspronkelijk de montage van films had gedaan, en een film al in zijn hoofd kon monteren, zag dat Robbins veel tijd verspilde door uit bepaalde hoeken opnames te maken die later moeilijk gemonteerd kon worden. Ook de producenten zagen met lede ogen aan dat Robbins na de opnames van vier nummers (Prologue, America, Cool, en Something's Coming) al ver over zijn budget (ca. 300.000 dollar) was en steeds meer achterliep op het opnameschema. Ook leek Robbins ten prooi aan wat een zenuwinzinking. Ze besloten om hem, ondanks de tegenwerpingen van Robert Wise, te ontslaan. Zijn choreografie-assistenten maakten de muziekscènes verder af. Robert Wise besloot om Robbins toch op de aftiteling te laten vermelden als regisseur, ondanks het feit dat hijzelf het grootste deel van de film had geregisseerd.

### Locaties
Jerome Robbins had erop gestaan dat de film zou worden opgenomen in de echte straten van New York, en dan met name in het gebied waar tegenwoordig de Lincoln Center for the Performing Arts campus van de Fordham University staat, op en rond West 61st Street, 68th Street en 110th Street in de Upper West Side van Manhattan. Het gebied was perfect doordat de gebouwen die er nog stonden verwaarloosd waren, omdat ze zouden worden gesloopt. Het sloopbedrijf wachtte met de sloop tot alle opnames waren afgerond.

### Choreografie
Jerome Robbins was in eerste instantie verantwoordelijk voor de dans- en zangnummers. Samen met zijn assistenten, Margaret Banks, Tommy Abbott en Tony Mordente, werkte hij de choreografie en enscenering uit, gebaseerd op de toneelversie van West Side Story. Tot het chagrijn van Robbins had scenarist Ernest Lehman de volgorde van sommige liedjes veranderd. Omdat hij zo dicht mogelijk bij de originele productie wilde blijven had hij een hekel aan aanpassingen, ook schoot het hem in het verkeerde keelgat dat Lehman allerlei kaarten had gemaakt met regieaanwijzingen als: "Sharks begeven zich naar het gevechtsgebied" of "Maria staat op de brandtrap". Toen Lehman een keer terugkeerde van zijn lunch vond hij zijn kaarten waarop Robbins had geschreven: "Jerome moet kotsen", en "Jerome verlaat de stad". Ondanks deze steken onder water schoot Robbins de scènes volgens Lehmans aanwijzingen. 
Robbins vergde het uiterste van zijn dansers. Samen met assistent-choreografe Lee Theodore werd eerst wekenlang gerepeteerd, waarna de opnames op de straat begonnen. De dansers, die gewend waren aan de houten vloeren in de theaters en studio's, klaagden over het dansen op de straatstenen en asfalt. Vrijwel iedereen kreeg te maken met scheensplinters in handen en voeten. Maar het tempo bleef moordend en blessures kwamen steeds vaker voor. 
Robbins werd naderhand geprezen voor de enscenering en choreografie die zelfs de toneelversie naar de kroon stak. Maar hij was vrijwel onmogelijk om mee samen te werken en had al snel ruzie met Ernest Lehman en mederegisseur Robert Wise. Zijn hang naar perfectie dreef de dansers naar een punt van uitputting, waarbij ze meedogenloos werd voortgedreven. Uiteindelijk ging de hang naar perfectie meer en meer tegen Robbins werken. Hij overschreed het budget en had pas vier nummers (Prologue, America, Cool en Something's Coming) compleet opgenomen toen hij werd ontslagen. Zijn assistenten maakten de rest van de nummers af op basis van zijn choreografie en enscenering.

### Opnamen
De opnamen duurden van 10 augustus 1960 tot en met februari 1961. De filmopnames op de straat duurden vijf weken. De actrices repeteerden in Los Angeles in de Samuel Boldewijn Studiosi, terwijl de 22 acteurs in New York begonnen met de opnamen van The Brooks. Het totale budget voor de film liep op tot 6 miljoen dollar. 
Tijdens de opnamen versleten de acteurs tweehonderd paar schoenen en zevenentwintig broeken. In totaal moesten de acteurs opdraven voor dertig muziekopnames. 
Tijdens de opnamen merkte de filmploeg dat ze werden bekogeld met stenen. Ze werden door onbekenden vanaf de daken van gebouwen gegooid. De politie die ter plaatse was, stond machteloos doordat de stenengooiers snel verdwenen na hun daad. Wise huurde de diensten in van een echte jeugdbende uit New York om de set te bewaken, waarna de stenengooiers verdwenen. Er lag duidelijk geen zegen over de opnamen zelf. 
Behalve de ruzies tussen de twee regisseurs, Robert Wise en Jerome Robbins, laaide er ook een conflict op tussen de hoofdrolspelers Natalie Wood en Richard Beymer. Wood vond Beymer een grote nul, die niet kon dansen en zingen en ze ging zelfs zo ver om de producenten te vragen hem te ontslaan. Zover kwam het niet, al werd de zangstem van Beymer later ingezongen door Jimmy Bryant. 
Natalie Wood was zelf ook geen groot zangeres of danseres, maar ze werkte soms wel zestien uur per dag en in de weekends om te voldoen aan de eisen van Jerome Robbins. Ze werd tot het uiterste gedreven en overwoog zelfs om uit de film te stappen. Maar Robbins versimpelde haar danspassen en paste de camerabewegingen aan om te verhullen dat ze eigenlijk geen danseres was. Wood had ook moeite met het Puerto Ricaanse accent en oefende regelmatig met Rita Moreno. 
De laatste had ook haar problemen. Ze moest een verkrachtingsscène spelen met de acteurs die de Jets moesten uitbeelden. Moreno was als kind verkracht en de intensiteit van de scène bracht de herinneringen hieraan terug. Ze barstte in snikken uit en moest getroost worden door de Jets die zeiden dat zij uiteindelijk door het publiek gehaat zouden worden. 
Ook acteur Eliot Feld (Baby John) kreeg het te kwaad. Hij bezweek bijna onder het moordende tempo van de opnamen van Cool en liep een longontsteking op.

## Filmmuziek

### Liedjes
De volgende liedjes en nummers zijn te horen. De tekst is van Stephen Sondheim, de muziek is van Leonard Bernstein:
- Overture (instrumentaal)
- Prologue (instrumentaal)
- Jet Song (uitgevoerd door Russ Tamblyn, Tucker Smith, Bert Michaels en Jets)
- Something's Coming (uitgevoerd door Jimmy Bryant)
- Dance at the Gym (instrumentaal)
- Maria (uitgevoerd door Jimmy Bryant)
- America (uitgevoerd door Rita Moreno, Suzie Kaye, George Chakiris, Yvonne Wilder en The Sharks)
- Tonight (uitgevoerd door Jimmy Bryant en Marni Nixon)
- Gee, Officer Krupke! (uitgevoerd door Russ Tamblyn, Tony Mordente, Bert Michaels, David Winters, David Bean en The Jets)
- Intermission (instrumentaal)
- I Feel Pretty (uitgevoerd door Marni Nixon, Suzie Kaye, Yvonne Wilder en Joanne Miya)
- One Hand, One Heart (uitgevoerd door Jimmy Bryant en Marni Nixon)
- Quintet (uitgevoerd door Rita Moreno, Jimmy Bryant, Marni Nixon, Russ Tamblyn, Tucker Smith, George Chakiris, The Jets en The Sharks
- The Rumble (instrumentaal)
- Somewhere (uitgevoerd door Jimmy Bryant en Marni Nixon)
- Cool (uitgevoerd door Tucker Smith)
- A Boy Like That/I Have a Love (uitgevoerd door Betty Wand en Marni Nixon)
- Somewhere (reprise) (uitgevoerd door Jimmy Bryant en Marni Nixon)
- End Credits (instrumentaal)

### Zingen met de stem van een ander
Niet elke acteur of actrice is ook een goede zanger. Dit wordt vaak opgelost door de zangstem van de acteurs in te laten zingen door een professionele zanger(es). Natalie Wood en Richard Beymer hadden goede zangstemmen, maar de producenten vonden ze niet goed genoeg. 
Beymers stem werd ingezongen door Jimmy Bryant, een Amerikaanse zanger/componist, die niet werd vermeld op de aftiteling. Richard Beymer deed niet moeilijk over het opnieuw inzingen van zijn stem en roemde Bryant vaak zonder een spoor van wrok. 
Dit lag anders bij Natalie Wood. Zij dacht dat het grootste gedeelte van haar stem gebruikt zou worden en dat de klassieke sopraan Marni Nixon de hoge noten zou zingen. Maar Saul Chaplin en Johnny Green, die de regie over de muziek hadden, waren al lang van plan alle zang van Wood te vervangen door de zangstem van Nixon. Marni Nixon had dit al eens eerder gedaan bij de verfilming van de musical The King and I en zou het weer doen bij de verfilming van My Fair Lady waar ze zangpartijen van Audrey Hepburn opnieuw inzong. 
Ook Russ Tamblyn ontkwam niet aan deze praktijken. Zijn zangstem op The Jet Song werd opnieuw ingezongen door Tucker Smith. In de overige nummers is hij wel zelf te horen. 
Hetzelfde overkwam Rita Moreno. Haar zang op A Boy Like That werd opnieuw ingezongen door jazz-zangeres Betty Wand. Marni Nixon zong zowel de zangstem van Moreno en Wood opnieuw in bij het liedje Quintet. Wel is Moreno te horen in America.

### Verplaatste liedjes
Regisseur Robert Wise en scenarist Ernest Lehman wilden dat de film langzaam toewerkt naar de climax (The Rumble) met de dood van Riff en Bernardo, waarbij de spanning steeds verder opgebouwd wordt. In de toneelversie komen na de dood van de twee bendeleiders twee vrolijke liederen, I Feel Pretty en Gee, Officer Krupke. Dit was gedaan omdat er over het algemeen geen doden vallen in musicals en het publiek dit ook niet gewend was. Met de lichtere nummers kon het publiek bijkomen. Lehman verschoof echter I Feel Pretty en Gee, Officer Krupke naar voren en Cool kwam juist meer naar het einde van de film. Gee, Officer Krupke wordt nu gezongen bij de winkel van Doc en Cool in de garage. In het theater was dat andersom.

### Veranderingen in teksten
In 1961 speelde de censuur nog een grote rol in de Hollywoodfilms. De Hays Code verbood het gebruik van scheld- en schuttingwoorden. Maar West Side Story gaat over jeugdbendes en de tekstschrijver Stephen Sondheim wilde de taal van de straat op toneel brengen. Hij was aanvankelijk van plan om zelfs woorden als "fuck" en "shit" te gebruiken, maar dat ging zelfs de producenten van de toneelversie te ver. Scenarist Ernest Lehman moest echter een aantal liedteksten aanpassen om de film door de censuur te krijgen:
- In Jet song  zingen de Jets in het theater: "When you're a Jet if the spit hits the fan" (Als je een Jet bent dan raakt je spuug de ventilator) dit werd voor de film veranderd in "When you're a Jet let them do what they can" (Als je een Jet bent laat ze dan maar doen wat ze kunnen).
- In de toneelversie hebben Tony en Riff het over "Womb to tomb. Sperm to worm." (Van baarmoeder tot graf, van sperma tot wormen). In de film werd dit: "Womb to tomb. Birth to earth" (Van baarmoeder tot graf, van geboorte tot aarde).
- De teksten van America werden aangepast omdat critici vonden dat de oorspronkelijke tekst te veel discriminerend was voor Puerto Ricanen.
- In Gee, Officer Krupke, wordt in de toneelversie gezongen: "My father is a bastard, my mom's an S.O.B." (mijn vader is een schoft, mijn moeder een hoerenkind). In de film werd dit: "My daddy beats my mommy, my mommy clobbers me" (mijn vader slaat mijn moeder, mijn moeder knuppelt mij neer).

### Orkestratie
Componist Leonard Bernstein was weinig ingenomen met de orkestratie van de film, die was uitgevoerd door Zied Ramin en Erwin Postal, die ook de orkestratie van de Broadwaymusical hadden gedaan. Op toneel werden dertig muzikanten gebruikt, voor de film werden dat er negentig, met zes saxofoons, acht trompetten, vijf piano's en vijf xylofoons. Bernstein zou in 1984 de liedjes van de musical nog eens opnemen met klassieke zangers en zangeressen als Kiri Te Kanawa als Maria en José Carreras als Tony.

## Prijzen en nominaties

### Oscars
- Beste Film - Robert Wise
- Beste mannelijke bijrol - George Chakiris
- Beste vrouwelijke bijrol - Rita Moreno
- Beste art direction - Victor A. Gangelin en Boris Leven
- Beste camerawerk - Daniel L. Fapp
- Beste kostuums - Irene Sharaff
- Beste regie - Jerome Robbins en Robert Wise
- Beste montage - Thomas Stanford
- Beste muziek - Saul Chaplin, Johnny Green, Irwin Kostal en Sid Ramin
- Beste geluid - Fred Hynes en Gordon Sawyer
- Speciale prijs voor Jerome Robbins voor de choreografie

Er was één nominatie:
- Beste scenario gebaseerd op bestaand materiaal - Ernest Lehman

### Golden Globes
- Beste film (musical)
- Beste mannelijke - George Chakiris
- Beste vrouwelijke bijrol - Rita Moreno

### Laurel Awards
- Beste cinematografie - Daniel L. Fapp
- Beste vertolking door een actrice - Rita Moreno
- Best musicalverfilming

### New York Film Critics
- Beste film West Side Story

### Writers Guild of America
- Beste scenario voor een musical gebaseerd op bestaand materiaal

### New York Film Critics Circle Award
- Beste film West Side Story

### Directors Guild of America
- Prijs voor uitzonderlijke filmregieprestataties - Jerome Robbins, Robert Wise en Robert E. Relyea